# مارسلینیو رودریگز
مارسلینیو رودریگز (به پرتغالی: Marcelo Rodrigues) مهاجم اهل برزیل است که در شهر Santa Cruz do Sul, و در تاریخ ۹ ژانویهٔ ۱۹۸۷ به دنیا آمده‌است.
مارسلینیو رودریگز در تیم‌های فوتبال Grêmio سابقهٔ حضور دارد.